# Парламентські вибори в Нідерландах 1998
Парламентські вибори в Нідерландах відбулися 6 травня 1998 і принесли перемогу Партії праці.
Під час виборів 1998 року фіолетовій коаліції, що очолював Вім Кок, до якої входили соціал-демократична Партія праці, ліберальні партії Демократи 66 та Народна партія за свободу і демократію вдалося зберегти більшість у парламенті.

## Результати голосування
| Партія                                 | Фронтмен партії     | Голоси    | %     | Місця | +/-  |
| -------------------------------------- | ------------------- | --------- | ----- | ----- | ---- |
| Партія праці                           | Вім Кок             | 2,494,555 | 28.9  | 45    | + 8  |
| Народна партія за свободу і демократію | Frits Bolkestein    | 2,124,971 | 24.6  | 38    | + 7  |
| Християнсько-демократичний заклик      | Яап де Гооп Схеффер | 1,581,053 | 18.3  | 29    | - 5  |
| Демократи 66                           | Els Borst           | 773,497   | 8.9   | 14    | - 10 |
| Зелені ліві                            | Paul Rosenmöller    | 625,968   | 7.2   | 11    | + 6  |
| Соціалістична партія                   | Ян Марійніссен      | 303,703   | 3.5   | 5     | + 3  |
| Reformatorisch Politieke Federatie     | Leen van Dijke      | 174,593   | 2.0   | 3     | 0    |
| Державна реформатська партія           | Bas van der Vlies   | 153,583   | 1.7   | 3     | + 1  |
| Gereformeerd Politiek Verbond          | Gert Schutte        | 108,724   | 1.2   | 2     | 0    |
| Всього                                 |                     | 8,607,787 | 100.0 | 150   |      |